# Südlicher Magenbrüterfrosch
Der Südliche Magenbrüterfrosch (Rheobatrachus silus) gehört zur Familie der Australischen Südfrösche (Myobatrachidae). Er gilt seit 1981 als ausgestorben.

## Beschreibung
Der Südliche Magenbrüterfrosch (Rheobatrachus silus) war eine einzigartige Froschart, die ausschließlich in den Regenwäldern im Südosten von Queensland, Australien, vorkam. Diese Art ist vor allem für ihre außergewöhnliche Fortpflanzungsmethode bekannt, bei der die Weibchen ihre Eier verschluckten und die Kaulquappen in ihrem Magen heranwuchsen, bis sie als voll entwickelte Frösche den Mund der Mutter verließen.

## Merkmale
Der Frosch erreichte eine Länge von etwa 5 bis 8 Zentimetern. Seine Haut war grau bis olivgrün mit dunkleren Flecken auf dem Rücken. Der Bauch war heller.
Die Magenbrut war einzigartig in der Tierwelt. Nach der Befruchtung wurden die Eier von der Mutter verschluckt. Spezielle biochemische Prozesse verhinderten die Verdauung der Eier, indem die Produktion von Magensäure gestoppt wurde.

## Lebensraum
Der Südliche Magenbrüterfrosch lebte in feuchten Regenwäldern in Höhenlagen von etwa 400 bis 800 Metern. Er bevorzugte kleine Bäche und Wasserstellen mit klarem, sauberem Wasser, das für die Eiablage und die Entwicklung der Jungtiere entscheidend war.

## Verhalten und Fortpflanzung
Die Fortpflanzung dieses Frosches war außergewöhnlich:
1. Die Weibchen verschluckten die Eier nach der Befruchtung durch das Männchen.
2. Im Magen der Mutter schlüpften die Kaulquappen und entwickelten sich weiter.
3. Nach etwa sechs bis sieben Wochen krochen die Jungfrösche durch den Mund der Mutter ins Freie.

Dieser Prozess war mit erheblichen physiologischen Anpassungen verbunden, darunter die temporäre Einstellung der Magensaftproduktion.

## Aussterben
Der Südliche Magenbrüterfrosch wurde zuletzt 1981 in freier Wildbahn gesehen. Gründe für sein Aussterben sind:
- Krankheiten: Wahrscheinlich spielte der Chytridpilz (Batrachochytrium dendrobatidis) eine Rolle, der viele Amphibien weltweit befällt.
- Lebensraumverlust: Abholzung und menschliche Eingriffe führten zu einer Zerstörung der Lebensräume.
- Klimawandel: Veränderte Wetterbedingungen könnten die Population zusätzlich geschwächt haben.

## Bedeutung für die Wissenschaft
Die einzigartige Fortpflanzungsmethode des Südlichen Magenbrüterfrosches weckte großes Interesse in der Wissenschaft. Forscher hoffen, die Mechanismen der Magenbrut besser zu verstehen, um sie eventuell in der Medizin (z. B. bei der Behandlung von Magengeschwüren) anzuwenden.

## Wiederbelebungsversuche
Seit seiner Ausrottung wurden mehrere Projekte ins Leben gerufen, um den Südlichen Magenbrüterfrosch durch modernste genetische Techniken wie Klonen oder De-Extinktion wieder zu beleben. Das bekannteste Projekt, bekannt als Lazarus-Projekt, konnte Embryonen erzeugen, die jedoch nicht überlebensfähig waren.